# Xylocopa subzonata
Xylocopa subzonata är en biart som beskrevs av Jesus Santiago Moure 1949. Xylocopa subzonata ingår i släktet snickarbin, och familjen långtungebin. Inga underarter finns listade i Catalogue of Life.